# Synoekia
Synoekia, synoika (z gr. σύν syn – „razem”, οἶκος oikos – „dom”) – forma symbiozy (według niektórych autorów rodzaj komensalizmu) dwu lub większej liczby gatunków owadów, w której gospodarz nie osiąga żadnej korzyści, a gość nie czyni mu szkód żywiąc się odpadkami lub niewielkimi ilościami materiału budowlanego gniazda. Należą tu liczne owady żyjące w gniazdach, np. larwy niektórych motyli z rodziny molowatych (Tineidae).